# بيرثا إي. رينولدز
بيرثا إي. رينولدز (بالإنجليزية: Bertha E. Reynolds)‏ هي طبيبة أمريكية، ولدت في 22 مايو 1868 في ثينسفيل في الولايات المتحدة، وتوفيت في 31 أكتوبر 1961 في دودجفيل في الولايات المتحدة.